# 波丽娜·特卡奇
波丽娜·特卡奇（1999年3月21日—），又名波丽娜·韦弗（英語：Pauline Weaver），是一名乌克兰女模特兼演员，也是2017年乌克兰小姐。